# Chasmistes muriei
Chasmistes muriei is een straalvinnige vissensoort uit de familie van de zuigkarpers (Catostomidae). De wetenschappelijke naam van de soort is voor het eerst geldig gepubliceerd in 1981 door Miller & Smith.
De vis gekend van een soort gevonden in de Snake (rivier) onder de Jackson Lake dam in  Wyoming is vermoedelijk uitgestorven.